# Como (Caroline du Nord)
Como est une ville américaine située dans le comté de Hertford dans l'État de Caroline du Nord. En 2010, sa population était de 91 habitants.

## Démographie
| 1970 | 1980 | 1990 | 2000 | 2010 | - |
| ---- | ---- | ---- | ---- | ---- | - |
| 211  | 89   | 71   | 78   | 91   | - |

## Source de la traduction
- (en) Cet article est partiellement ou en totalité issu de l’article de Wikipédia en anglais intitulé « Como, North Carolina » (voir la liste des auteurs).